# Johann Heinrich Bötticher
Johann Heinrich Bötticher (* 24. Oktober 1638 in Braunschweig; † 10. Januar 1695 in Helmstedt) war ein deutscher Rechtswissenschaftler.

## Leben
Der Sohn des fürstlich wolfenbüttelischen Konsistorialsekretärs Zacharias Bötticher (* Grüningen/Halberstadt; † 1646) und dessen Frau Ilse, der Tochter des Ratskämmers in Minden Heinrich Schlieck und dessen Frau Agneta Reinking, wurde in Braunschweig geboren, da die kaiserlichen Truppen die Festung Wolfenbüttel eingenommen hatten, wo sich der eigentliche Wohnsitz der Eltern befand. In seinem achten Lebensjahr verlor er den Vater, so dass die Mutter dafür sorgte, dass er mehrere Trivialschulen besuchte. 1658 bezog er die Universität Helmstedt, wo er sich für seinen finanziellen Unterhalt als Privatlehrer engagierte und Privatvorlesungen an der Universität hielt.
1669 wurde er Assessor am Hofgericht in Wolfenbüttel, studierte nebenher in Helmstedt weiter, promovierte dort 1669 und wurde am 26. September 1672 Doktor der Rechte. Am 21. Dezember 1672 übertrug man ihm eine außerordentliche Professur an der juristischen Fakultät, an welcher er 1673 zum ordentlichen Professor der Pandekten aufstieg. Am 1. März 1687 wurde er neben seiner Hochschultätigkeit Kanzler und Konsistorialpräsident der Abtissin von Quedlinburg Anna Dorothea von Sachsen-Weimar.

## Familie
Aus seiner am 19. November 1672 in Wustrow geschlossenen Ehe mit Magaretha, der Tochter des fürstlich wolfenbüttelischen Oberamtmanns im Fürstentum Dannenberg Joachim Stisser (1621–1679), Schwester seines Kollegen Johann Andreas Stisser, gingen zwei Söhne und eine Tochter hervor. Ein Sohn Heinrich Carl (geb. 1678) starb kaum ein Jahr alt. Der Sohn Joachim Justus Bötticher (1673–1721) wurde Jurist und Oberamtmann in Lüchow, und man kennt die Tochter Henriette Magarethe Bötticher (geb. 1681).

## Schriften und Gegenschriften
- Johann Heinrich Boetticher: Disputatio juridica: De fide. 1674
- Anton Julius Bußmann: Disputatio Iuridica De Censibus (in lateinischer Sprache), 1675

## Weblink
- Druckschriften von und über Johann Heinrich Bötticher im VD 17.

| Personendaten    | Personendaten |
| ---------------- | --- |
| NAME             | Bötticher, Johann Heinrich |
| ALTERNATIVNAMEN  | Boetticherus, Johannes Henricus; Boettcher, Johann Heinrich; Böttcher, Johann Heinrich; Böttcher, Johannes Henricus; Boettcherus, Johannes Henricus; Boettcher, Johannes Heinrich; Bötticher, Johannes Heinrich; Boetticher, Johannes Heinrich; Böttcherus, Ioannes Henricus; Bötticher, Iohannes Henricus; Bötticher, Johannes Henricus; Boetticher, Iohannes Henricus; Boetticher, Johan Heinrich; Bötticherus, Joh. Henricus; Bötticherus, Johannes Henricus; Bötticher, Johan. Henric. |
| KURZBESCHREIBUNG | deutscher Rechtswissenschaftler und Hochschullehrer |
| GEBURTSDATUM     | 24. Oktober 1638 |
| GEBURTSORT       | Braunschweig |
| STERBEDATUM      | 10. Januar 1695 |
| STERBEORT        | Helmstedt |